# Анкудинов, Андрей Робертович
Андрей Робертович Анкудинов (род. 2 октября 1962, Омск) — советский и российский актёр театра и кино, кинорежиссёр, телеведущий, сценарист и продюсер. Лауреат премии КГБ СССР (1985, за фильм «Юрка — сын командира»), Победитель Всесоюзных и международных эстрадных и вокальных конкурсов («Весенний ключ», «Золотая нота-97», «Ялта-95» и.т.д.). Заслуженный артист Российской Федерации (2022).

## Биография
Начал сниматься в восемнадцать лет, играя молодых парней. В 1982 году окончил Государственный институт театрального искусства (ГИТИС) им. А. В. Луначарского (мастерская В. П. Остальского). Его распределяли и в Московский академический театр Сатиры, и в Театр на Малой Бронной, но начинающий актёр предпочёл уехать в Ленинград. Как он сам признаётся: «в романтическом порыве поехал за девушкой». В течение трёх лет был актёром Ленинградского государственного Молодёжный театра на Фонтанке, а в 1984 году перешёл в Театр комедии имени Н. П. Акимова.
Его лучшими ролями считаются работы в фильмах «Наше призвание», «Светлая личность», «Ребёнок к ноябрю», «Самолёт летит в Россию», «Аферы, музыка, любовь...». Среди картин с его участием можно назвать «Найти и обезвредить», "Человек из чёрной «Волги», «Мона Лиза», «Однажды в Одессе», «Возвращение „Броненосца“», телеоперетту «Цыганский барон». Известен также и как автор и исполнитель песен, романсов и баллад, пародий. В конце 1990-х — начале 2000-х годов Андрей Анкудинов записал цикл песен украинского композитора Владимира Быстрякова. Является автором уникальной программы французской песни — «Шансон белых ночей», с которой объехал 35 стран мира. Единственный в России исполнитель французского шансона, признанный мэтрами французской эстрады: Мишелем Леграном, Ивом Монтаном и Шарлем Азнавуром. С Шарлем Азнавуром выступал в совместных концертах, в том числе и на 80-летии великого певца.
Помимо концертной деятельности, работал ведущим на телевидении. С 16 октября 1994 года по 1 января 1995 года он вёл еженедельную развлекательную программу-телеигру «Лучшие из лучших» на НТВ (12 выпусков), в 1996—1997 годах — программу «12 пополудни» на РТР, а в 1996—1997 — «Час совы» на СТС.
В 2022 году выступает на сцене театра имени Моссовета в спектакле «Волки и овцы» Александра Островского (бенефис Валентины Талызиной) в роли Аполлона Мурзавецкого.
С 2022 года служит в Театре сатиры.
Мастер спорта международного класса по бальным танцам, свободно владеет английским и французским языками, играет на гитаре и фортепиано.

## Фильмография

### Актёрские работы
- 1980 — Полёт с космонавтом — Ведёркин
- 1981 — Наше призвание — Венька Сулькин
- 1982 — Найти и обезвредить — молодой геолог
- 1982 — Найди свой дом — Сеня Башкин
- 1982 — Вот такие чудеса — Кукин
- 1984 — Юрка — сын командира — ефрейтор Шахназаров
- 1984 — Три процента риска — Анатолий
- 1984 — Рябиновые ночи — журналист
- 1985 — Подвиг Одессы — ополченец
- 1985 — Криминальный талант (телеспектакль) — официант
- 1986 — Не забудьте выключить телевизор — жених Саши, романтик с гитарой
- 1986 — Я — вожатый форпоста — Венька Сулькин
- 1986 — Конёк-Горбунок (телеспектакль) — скоморох
- 1987 — Планета новогодних ёлок (телеспектакль) — музыкант
- 1988 — Цыганский барон — Стефан
- 1989 — Светлая личность — Костя Пташников
- 1989 — Чёрный кот
- 1990 — Рок-н-ролл для принцесс — принц Филофей
- 1990 — Человек из чёрной «Волги» — Костя
- 1991 — И чёрт с нами! — артист, гость Фестиваля
- 1991 — Однажды в Одессе, или Как уехать из СССР — Яша Финкельштейн
- 1992 — Ребёнок к ноябрю — Жора, мастер по электронике
- 1993 — Чёртовы куклы — Жан-Люк
- 1994 — Самолёт летит в Россию — Сергей, студент театрального института
- 1996 — Возвращение «Броненосца» — Жуленский
- 1997 — Аферы, музыка, любовь — Друсь
- 2000 — Спасатели. Затмение — Радик
- 2001 — Курортный роман — Олег Сидоров, писатель дамских романов под псевдонимом «Ольга Чибисова»
- 2001 — Конференция маньяков — маньяк-переводчик
- 2001 — Фаталисты
- 2002 — Интересные мужчины — ротмистр
- 2004 — Ералаш (выпуск № 175, сюжет «Паук»)[4] — папа мальчика
- 2005 — Звезда эпохи — поэт Алексей Сурков
- 2006 — Рельсы счастья — Дима
- 2007 — Ералаш (выпуск № 211, сюжет «Это много!!!»)[5] — врач
- 2007 — Просто повезло
- 2009 — Ловушка — Иннокентий Петрович, следователь
- 2009 — Москва.Ру — Эмиль
- 2011 — Воронины — Сергей Борисович, учитель информатики в Машином классе
- 2013 — Красные горы — Андрей Платонович Шишков
- 2013 — ОСА — Веригин, психофизиолог
- 2014 — Спешите любить — владелец салона кукол
- 2015 — Орлова и Александров — Лев Миронов
- 2015 — Между нот, или Тантрическая симфония — начинающий композитор
- 2015 — Посредник — Кирилл Прохоров
- 2017 — Личность не установлена — услужливый
- 2017 — Малая родина (Белоруссия, Россия) — Алексей

Режиссёр, сценарист, продюсер — «Просто повезло» (2007).

## Песни
- «По лестнице» (музыка Владимира Быстрякова, стихи Юрия Рыбчинского)
- «Одноразовая женщина» (музыка Владимира Быстрякова, стихи Аркадия Гарцмана)
- «Красное и чёрное» (музыка Владимира Быстрякова, стихи Владимира Гоцуленко)
- «История любви» (музыка Владимира Быстрякова, стихи Владимира Гоцуленко)
- «Первая любовь» (музыка Владимира Быстрякова, автор стихов неизвестен)
- «На краю Земли» (музыка Владимира Быстрякова, стихи Владимира Гоцуленко)
- «Лимит исчерпан» (музыка Владимира Быстрякова, стихи Аркадия Гарцмана)
- «Казна любви пуста» (музыка Владимира Быстрякова, стихи Владимира Гоцуленко)[2]

## Награды
- Заслуженный артист Российской Федерации (21 сентября 2022 года) — за большой вклад в развитие отечественной культуры и искусства, многолетнюю плодотворную деятельность[6].
- Благодарность Президента Российской Федерации (6 февраля 2014 года) — за заслуги в области культуры и многолетнюю плодотворную работу[7].